# مستشفى فيينا العام

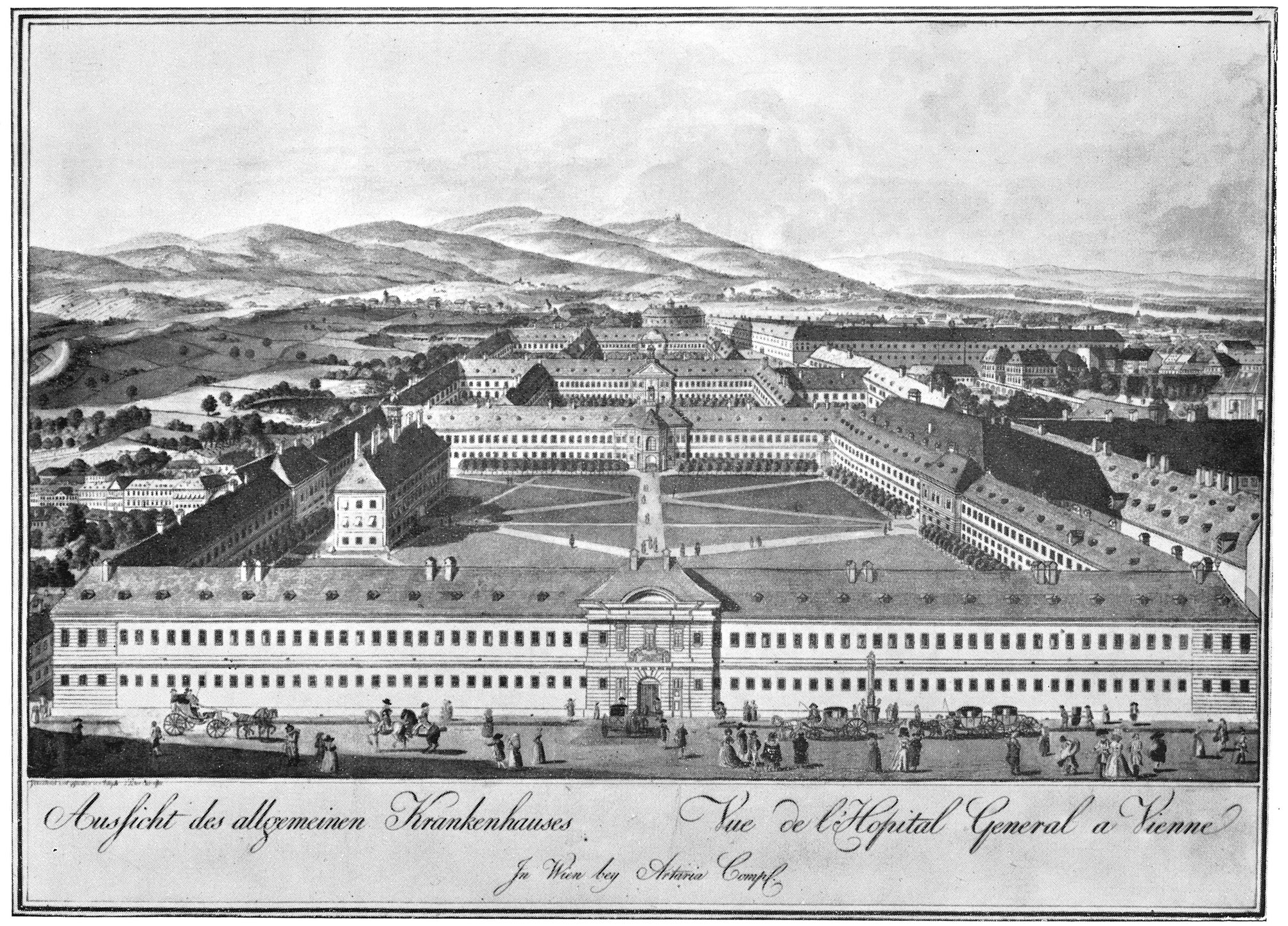
مستشفى فيينا العام القديم سنة 1784

مستشفى فيينا العام (بالألمانية: Allgemeines Krankenhaus der Stadt Wien، وتختصر إلى AKH) هو المركز الطبي الجامعي للعاصمة النمساوية فيينا، وهو مقر جامعة فيينا الطبية. يعد أكبر مستشفى في النمسا والقارة الأوروبية، ومبناه هو واحد من أعلى مباني المستشفيات ارتفاعاً في العالم؛ إذ يبلغ ارتفاعه حوالي 85 مترًا.
يعالج في الأقسام الداخلية بمستشفى فيينا العام نحو مائة ألف مريض سنويًا، إلى جانب 605 آلاف مريض يتلقون علاجهم في العيادات الخارجية للمستشفى.